# Masters de Canadá 1975
El Abierto de Canadá 1975 (también conocido como 1975 Rothmans Canadian Open por razones de patrocinio) fue un torneo de tenis jugado sobre tierra batida. Fue la edición número 86 de este torneo. El torneo masculino formó parte del circuito ATP. La versión masculina se celebró entre el 11 de agosto y el 17 de agosto de 1975.

## Campeones

### Individuales masculinos
Manuel Orantes vence a  Ilie Năstase, 7–6(7–4), 6–0, 6–1.

### Dobles masculinos
Cliff Drysdale /  Raymond Moore vencen a  Jan Kodeš /  Ilie Năstase, 6–4, 5–7, 7–6.

### Individuales femeninos
Marcie Louie vence a  Laura DuPont, 6–1, 4–6, 6–4.

### Dobles femeninos
Julie Anthony /  Margaret Court vencen a  JoAnne Russell /  Jane Stratton, 6–2, 6–4.
| Predecesor: Canadá 1974 | Masters de Canadá 1975 | Sucesor: Canadá 1976 |